# Bianca Kajlich
Bianca Maria Kajlich (Seattle, 26 maart 1977), is een Amerikaans actrice. Ze maakte in 1999 haar film- en acteerdebuut met een naamloos rolletje in de romantische komedie 10 Things I Hate About You. Kajlich is behalve in films ook te zien in verschillende televisieseries. Haar rol als Jennifer Morgan in Rules of Engagement is daarvan de meest omvangrijke.
Kajlich dankt haar niet-Engels klinkende achternaam aan haar Slowaakse vader. Voor ze actrice werd, was ze balletdanseres.

## Filmografie
*Exclusief 5+ televisiefilms
- Hard Love - Katy (2011)
- 30 Minutes or Less - Juicy (2011)
- Halloween: Resurrection - Sara Moyer (2002)
- Bring It On - Carver (2000)
- Sorority - Roxanne (1999, televisiefilm)
- This Is the Disk-O-Boyz - Mall Girl (1999)
- 10 Things I Hate About You - Coffee Girl (1999)

## Televisieseries
*Exclusief eenmalige verschijningen
- Rules of Engagement (2007-2013, honderd afleveringen)
- Vanished - Quinn Keeler (2006, vijf afleveringen)
- Rock Me, Baby - Beth Cox (2003-2004, 22 afleveringen)
- Dawson's Creek - Natasha Kelly (2002-2003, acht afleveringen)
- Boston Public - Lisa Grier (2000-2001, dertien afleveringen)

## Privéleven
Kajlich trouwde in 2012 met Mike Catherwood, haar tweede echtgenoot. Ze was eerder van 2006 tot en met 2011 getrouwd met profvoetballer Landon Donovan. Kajlich en Catherwood kregen in april 2014 samen een dochter.
- Biblioteca Nacional de España: XX1534549
- International Standard Name Identifier: 0000 0001 1441 8932
- Library of Congress Control Number: no2003026505
- Nationale Bibliotheek van Polen: a0000002080957
- Virtual International Authority File: 36601319
- WorldCat: E39PBJgXdQCfWw4D3GFDxr6dwC